# Paris–Roubaix 2016
Paris–Roubaix 2016 var en cykeltävling som avgjordes den 10 april 2016 i Frankrike. Detta var den 114:e upplagan av Paris–Roubaix, och den 10:e tävlingen i UCI World Tour 2016.

## Deltagande
UCI World Tour-lag
- AG2R La Mondiale (ALM)
- Astana (AST)
- BMC Racing Team (BMC)
- Cannondale (CPT)
- Etixx–Quick-Step (EQS)
- FDJ (FDJ)
- Team Giant-Alpecin (TGA)
- IAM Cycling (IAM)
- Lampre–Merida (LAM)
- Lotto–Soudal (LTS)
- LottoNL–Jumbo (TLJ)
- Movistar Team (MOV)
- Orica–GreenEDGE (OGE)
- Team Dimension Data (DDD)
- Team Katusha (KAT)
- Team Sky (SKY)
- Tinkoff (TNK)
- Trek–Segafredo (TFR)

UCI Professional Continental-lag
- Bora–Argon 18 (BOA)
- Cofidis (COF)
- Delko–Marseille Provence KTM (DMP)
- Direct Énergie (DEN)
- Fortuneo–Vital Concept (FVC)
- Topsport Vlaanderen–Baloise (TSV)
- Wanty–Groupe Gobert (WGG)